# 生命中擁有了你
《生命中擁有了你》是一首歌曲，發佈於2020年2月。歌曲由胡宏偉作詞、范哲明作曲、楊麗娜演唱。歌曲致敬COVID-19疫情期间在一線的工作人員。